# Katrin Nabholz
Katrin Nabholz (* 3. April 1986 in Basel) ist eine ehemalige Schweizer Eishockeynationalspielerin, die zuletzt zwischen 2007 und 2017 bei den ZSC Lions Frauen in der Swiss Women’s Hockey League A unter Vertrag stand.

## Karriere
Katrin Nabholz stand schon im Alter von vier Jahren auf dem Eis und spielte zunächst gegen ihre zwei älteren Brüder. Bis
zu ihrem 16. Lebensjahr gehörte sie den (männlichen) Nachwuchsmannschaften des EHC Basel an. Danach wechselte sie in das Fraueneishockey und spielte von 2003 bis 2005 für den DHC Lyss, in der Saison 2005/06 für den EHC Illnau-Effretikon und in der Saison 2006/07 für den SC Reinach in der höchsten Frauenspielklasse der Schweiz, der Leistungsklasse A.
2007 wechselte sie zu den ZSC Lions Frauen, mit denen sie 2011, 2012, 2013 und 2016 die Schweizer Meisterschaft gewann. Zudem nahm sie mit den Lions-Frauen mehrfach am IIHF European Women Champions Cup, der Elite Women’s Hockey League und dem EWHL Super Cup teil.
Im Januar 2015 beendete sie ihr Studium der Veterinärmedizin erfolgreich und war anschließend am Tierspital der Universität Zürich angestellt. Später wechselte sie an eine private Tierklinik.
Nach der Saison 2017/18 beendete sie ihre Karriere als Eishockeyspielerin.

### International
Bei der Weltmeisterschaft der Frauen 2005 in der Division I absolvierte Katrin Nabholz ihre erste Weltmeisterschaft für die Schweizer Eishockeynationalmannschaft der Frauen, dabei schaffte sie mit dem Team den Wiederaufstieg in die Top-Division.
Bei den Olympischen Winterspielen in Vancouver  belegte sie mit der «Frauen-Nati» den fünften Platz. Bei der Weltmeisterschaft der Frauen 2012 gewann sie mit dem Nationalteam die Bronzemedaille und erreichte dabei den bis dato grössten Erfolg im Schweizer Fraueneishockey. 2014 folgte die Teilnahme an den Olympischen Winterspielen in Sotschi, bei denen sie mit dem Nationalteam die Bronzemedaille gewannen und damit den WM-Erfolg von 2012 wiederholte.
Nach diesem Erfolg beendete Nabholz ihre Nationalmannschaftskarriere nach über 150 Länderspielen, zwei Olympischen Spielen und sechs Top-Weltmeisterschaften.

## Erfolge und Auszeichnungen
- 2005 Aufstieg in die Top-Division bei der Weltmeisterschaft der Div. I
- 2011 Schweizer Meister mit den ZSC Lions Frauen
- 2012 Schweizer Meister mit den ZSC Lions Frauen
- 2012 Bronzemedaille bei der Weltmeisterschaft
- 2013 Gewinn des EWHL Super Cups mit den ZSC Lions Frauen
- 2013 Schweizer Meister mit den ZSC Lions Frauen
- 2014 Bronzemedaille bei den Olympischen Winterspielen
- 2016 Schweizer Meister mit den ZSC Lions Frauen

## Karrierestatistik

### International
(Legende zur Spielerstatistik: Sp oder GP = absolvierte Spiele; T oder G = erzielte Tore; V oder A = erzielte Assists; Pkt oder Pts = erzielte Scorerpunkte; SM oder PIM = erhaltene Strafminuten; +/− = Plus/Minus-Bilanz; PP = erzielte Überzahltore; SH = erzielte Unterzahltore; GW = erzielte Siegtore; 1 Play-downs/Relegation; Kursiv: Statistik nicht vollständig)